# Jindřich Praveček
Jindřich Praveček (Výprachtice, bij Lanškroun, 28 juni 1909 – Praag-Strašnicích, 11 februari 2000) was een Tsjechisch componist, muziekpedagoog, dirigent, violist, pianist en harpist.

## Levensloop
Praveček werd in een zeer muzikaal gezin geboren. Zijn vader, Jindřich Praveček sr. (1885 - 1969) was de cantor van de parochiekerk in het derp en zijn moeder, Anna Chaloupková, was een dochter van de koorleider Vincence Chaloupka.
Hij ging op de Oud-Bohemsche muziekschool van Pardubice en kreeg vioolles van Stanislav Ondříček. Zijn basisopleiding kreeg hij tegelijkertijd op het gymnasium te Česká Třebová tot 1920. Op concert-reisen in het oosten van Tsjechië begeleidde hij zijn vader op het piano.
Na een opleiding aan een militaire muziekschool in Praag en een studie in de meesterklas van Jaroslav Kocian (viool), bij Pavel Dědeček (orkestdirectie) en bij Jaroslav Řídký (compositie) aan het Praags Conservatorium was hij zelf leraar van 1948 tot 1951 aan de Janáček Akademie van muzikale Kunsten.
Sinds 1931 is hij een militair kapelmeester, commandeur van de militaire muziekschool, inspecteur van de Tsjechoslowakische militaire kapellen. In 1956 ging hij met pensioen. Maar ook na het uitscheiden uit de militaire dienst bleef hij de wereld van de harmonieorkesten behouden. Hij was ook dirigent van het uitstekende harmonieorkest van de muziekinstrumenten-fabriek "AMATI" in Kraslice. Met dit harmonieorkest deed hij vele concertreizen onder andere naar Moskou (1960), Noorwegen (1961), Joegoslavië (1964), Nederland (1965, 1966), Zwitserland (1970), Luxemburg (1972), Verenigde Staten (1974), Cuba (1974), Frankrijk (1975), Zwitserland (1989) en nog een keer Frankrijk (1990).
Verder was hij een veel gevragd jurylid bij nationale en internationale wedstrijden, onder andere in Kolín, Cheb, Rtyně v Podkrkonoší en Lanškroun. Het laatstgenoemde concours "Pravečkův Lanškroun" heeft hij zelf opgericht. Ook was hij in de landelijke federatie voor blaasorkesten bezig. Hij is auteur van een in 1981 in het Duits gepubliceerde Instrumentationslehre für Blasorchester, die later ook in zijn moedertaal onder de titel Instrumentace pro dechový orchestr gepubliceerd werd. Het is een uitgebreide versie van het met Karol Pádivý   (1908-1965) samen in 1954 gepubliceerde Inštrumentácia pre dychovú hudbu.
Als componist schreef hij meer dan 150 werken.

## Composities

### Werken voor orkest
- 1960 Český tanec, voor orkest
- 1979 Úsměvná, polka
- 1981 Capriccio, voor viool en orkest
- 1982 Burleska, voor klarinet en orkest
- 1985 Invence, voor trompet en orkest
- 1987 Promenádní pochod, mars
- Baletní valčík, wals
- České svity
  1. polka
  2. furiant
  3. skočná
- Valčíkovou fantazii, voor piano en orkest

### Werken voor harmonieorkest
- 1972 Leben und Traum, Rhapsodie
- 1973 Český tanec no. 2 (Tsjechische dans no. 2), voor harmonieorkest
- 1973 Karneval života (Karneval des Lebens), tarantella
- 1974 De gouden stad, concertmars
- 1974 Česká humoreska, voor klarinet en harmonieorkest
- 1974 Frühlingsidyll, voor trompet solo en harmonieorkest
- 1976 Český tanec no. 1 (Tsjechische dans nr. 1)
- 1977 Národ zpívá
- 1979 Tancuj, tancuj vykrucaj, fantasie voor groot harmonieorkest
- 1985 Formel Eins, mars
- 1989 Raketoplán, galop voor harmonieorkest
- 1992 Koncertní předehra (Concert ouverture)
- 1998 Dynamic, concertmars
- Amitie, concertmars
- Český tanec no. 2 (Tsjechische dans nr. 2)
- Český tanec no. 4 (Tsjechische dans nr. 4)
- Český tanec no. 6 (Tsjechische dans nr. 6)
- Dance, Dance, fantasie over een folksong
- Defilé úspěchů
- Dostavenicko (Stelldichein)
- Dvořákovy Slovanské tance
- Fahnen weht
- Festival
- Frühlingsidyll, voor trompetsolo en harmonieorkest
- Hradecké melodie, fantasie
- Ke hvězdám vesmíru, tarantella
- Kirchweih in Kolín
- Kosmos, mars
- Květy míru
- Květy přátelství
- Kytice tónů
- Mein Heimatland, ouverture
- Mladost Radost
- Muziko, hraj! (Musik spiet auf!), mars
- Na naší dědině
- Nálada
- Ohne Grenzen, mars
- Orbis, mars
- Ostravské plameny, tarantella voor groot harmonieorkest
- Pada Gol (Schiesst ein Tor)
- Pochod Hrdinu, mars
- Posvícení
- Prapory, zavlajte!
- Que les drapeaux flottent, mars
- Rodný Kraj - Heimatland, ouverture[1]
- Romantický valčík (Romantische wals)
- Sousedská
- Skočná
- Taneční scéna
- V proudu života
- Valčíkové intermezzo
- Vivat Epinay, mars
- Vítězným  krokem
- Zlaté mládí (Gouden jeugdtijd), wals
- Zofinska romance, voor trompet solo en harmonieorkest

## Publicaties
- samen met Karol Pádivý: Inštrumentácia pre dychovú hudbu.  Osveta, Martin. Slowakije, 1954. 301 p.
- Der Blasmusikdirigent heute.
- Dechovy orchestr : dirigovani instrumentace. Praha, Panton, 1987. 153 p.
- Instrumentationslehre für Blasorchester. Deutscher Verlag für Musik, Leipzig, 1981. 275p.

## Media
1. ↑  Rodný Kraj - Heimatland door "DOM ZUS Jesenik" o.l.v. Tomáš Uhlíř

- CiNii: DA18094070
- Gemeinsame Normdatei: 122752767
- International Standard Name Identifier: 0000 0001 1043 2163
- Library of Congress Control Number: n95044741
- Nationale Bibliotheek van Tsjechië: jk01100941
- Nationale Bibliotheek van Israël: 987007416031905171
- Nationale Bibliotheek van Polen: a0000002630492
- Virtual International Authority File: 20571721
- WorldCat: E39PBJhH7QyX6XcKHpkVTM3hHC